# Umm Nasan
Umm Nasan (arabisch أم النعسان Umm an-Naʿsān) ist eine zum Staat Bahrain gehörende Insel im Golf von Bahrain als Teil des Persischen Golfs.

## Lage
Die nur sehr flache Insel liegt 4 Kilometer westlich der Hauptinsel Bahrain und gut 25 Kilometer östlich vom Festland der arabischen Halbinsel. Sie ist in Nord-Süd-Richtung etwas über 5 Kilometer lang und bis zu 4 Kilometer breit.

## Infrastruktur und Wirtschaft
Auf Umm Nasan leben nur sehr wenige ständige Einwohner. 
Die Oberfläche der Insel ist karg und fast vegetationslos; sie hat wüstenähnlichen Charakter. Es gibt noch einzelne Nomaden, die hier ihre Tiere weiden lassen. 
Mittlerweile besitzt Umm Nasan zumindest insofern eine Bedeutung, als über den nördlichen Teil der Insel nunmehr der Bahrain Causeway, die einzige Straßenverbindung Bahrains zum Festland, verläuft.